# Princeton (Massachusetts)
Princeton – miasto w Stanach Zjednoczonych, w stanie Massachusetts, w hrabstwie Gibson.